# Cilmeri

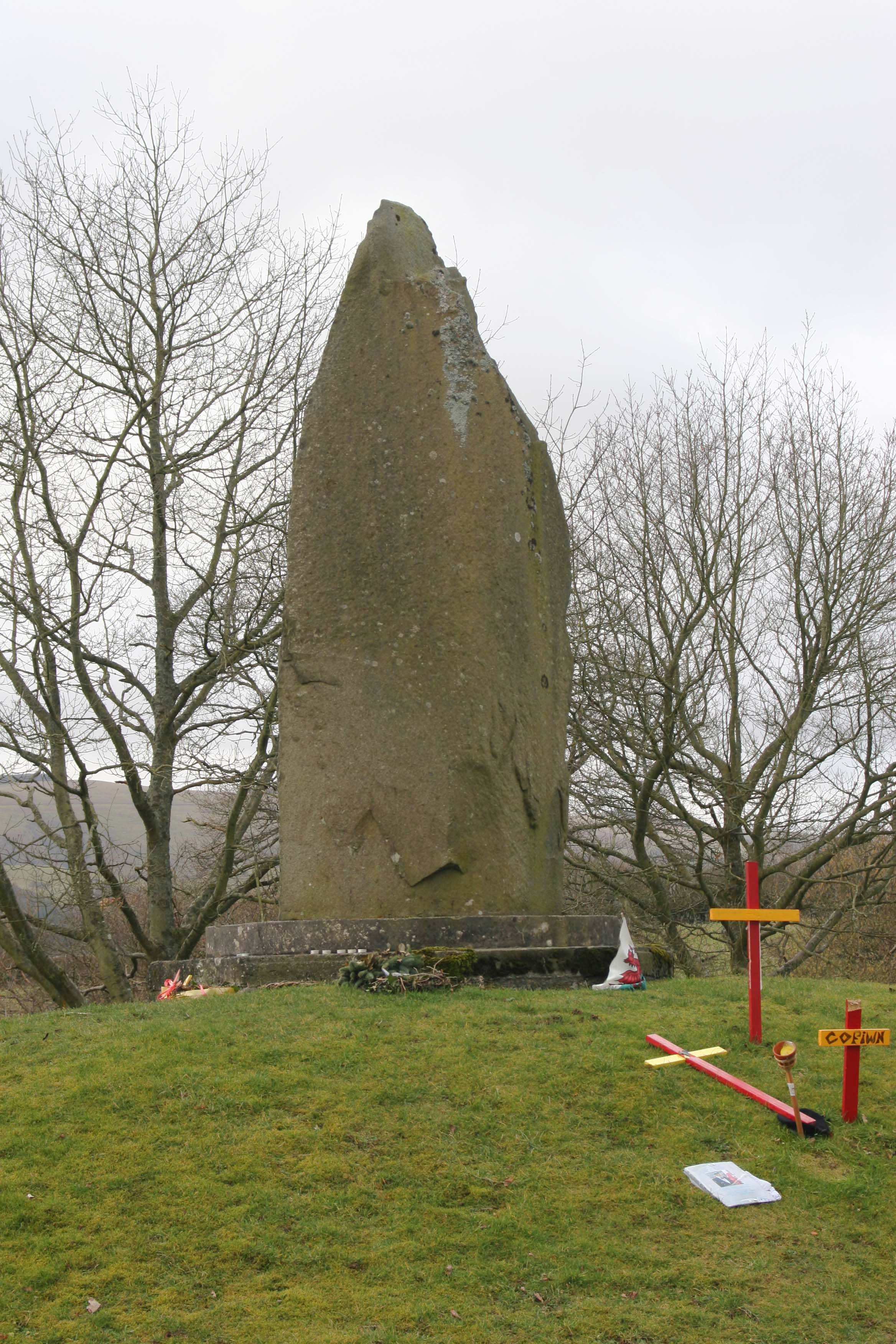
El monumento a Llywelyn el Último Rey cerca de Cilmeri.

Cilmeri (también escrito en su forma anglicanizada de Cilmery) es un pequeño pueblo del condado de Powys en Gales. Se encuentra a unos cuatro kilómetros al oeste de Builth Wells.
Cilmeri es conocido por encontrarse cerca del lugar en el que el último Príncipe de Gales por descendencia directa, Llywelyn ap Fruffydd, murió en una escaramuza con soldados al servicio del Eduardo I de Inglaterra el 11 de diciembre de 1282.
Un monumento conmemorativo dedicado a Llywelyn se erigió en el lugar en 1956, donde cada año se recuerda el aniversario de su muerte.